# アークロード
アークロード(ARCHLORD)は、韓国のNHN Gamesが開発したMMORPG。日本ではNHN Japanが運営するハンゲームにてサービスが行われていた。
韓国で2005年3月30日にサービスが開始され、日本では2007年6月19日から6月26日までクローズドβテストが行われ、7月26日からオープンβが開始された。
2007年9月11日よりアイテム課金による正式サービスに移行。その後、2012年9月10日23時59分を以ってサービスを終了した。
現在は、海外有志サーバーにて運営されており、日本人でもプレイできる。

## 概要
「カントラ大陸」を舞台に絶対君主「アークロード」になることを目指す。

### アークロード
アークロード決定戦に勝利したギルドのマスターは「アークロード」という特権プレイヤーとなる。アークロード専用スキル、アークロード専用の乗り物、アークロードタイム（1時間経験値2倍）の決定権等の特権を有する。アークロードは一度でも死亡するとその効力を失う。

### 対人戦
- GVG
ギルドの対抗戦。攻城戦の模擬戦としてギルドの実力を計る意味でも行われる。ギルドマスターが他ギルドに対抗戦を申し込み、承諾されると戦闘開始。GVG時間内は安全地帯であっても、対抗ギルド員同士は戦闘が可能。より多くの対抗ギルド員を倒したギルドの勝利となり、勝利ギルドにはギルドポイントが与えられる。攻城戦への参加はギルドポイントの高いギルドが優先される。
- 攻城戦
週に一度、レンスフィア城を除く各界の城の争奪戦として行われる。制限時間60分以内に、城内にある玉座で刻印を完了したギルドが勝利となり、勝利したギルドのマスターが城主となる。城主は支配する界の第一都市から第四都市までの税率を決定でき、毎週土曜日に税収を得ることができる。
- アークロード決定戦
月に一度、各界の城主達によって行われるレンスフィア城の争奪戦。勝利したギルドのマスターはアークロードとなり、それまで支配していた城の城主は空位となる。
- PVP
プレイヤー同士による一対一の戦闘。プレイヤー間の合意によって成立する。自分よりLVの低いプレイヤーに先制攻撃をかけて死亡させるとバッドポイントが付くので、LVの低いプレイヤーから仕掛けるのが暗黙のルールとなっている。
- PK
プレイヤー同士による戦闘であるが、一対一とは限らずプレイヤー間の合意が無いことがPVPと異なる。PK行為を行うをプレイヤーを「PKer」または単にPKと呼ぶ。PK行為を継続して行うプレイヤーにバットポイントが累積し、一定数以上たまるとプレイヤ名の左側に髑髏マークが付く。髑髏マークは、銀、金、赤の三段階あり、銀、金、赤の順にペナルティが大きくなる。
- PKK
PK行為への報復。PKの被害にあったプレイヤーがギルドに所属している場合、所属ギルド員によるPK討伐が行われる事がある。
- 敵対
ギルド間で敵対状態になると、時間の制限なく常にGVGと同じ状態となる。ギルドマスター同士の合意によって成立するが、敵対の解消にも両ギルドマスターの合意を必要とする。誤操作を狙った、執拗な敵対申請の送信によって半ば強制的に敵対状態に持ち込まれたギルドも存在した。

### パーティ
- ボーナス経験値
本人を除くパーティ人数一人につき、20％のボーナス経験値を得ることができる。ボーナス経験値を与える目的でパーティを組むプレイヤー(プレイヤーキャラ)は「経験君」と呼ばれた。経験君を生業として報酬を得る者も存在した。
- 経験値配分
モンスターに与えたダメージに応じて経験値が決まる「貢献度配分」と均等に振り分ける「レベル均等配分」の二つの方式がある。魔法職、近接職、遠距離職で組み、魔法職の範囲魔法で大量のモンスターを狩る手法を「範囲狩り」という。
- アイテム配分
モンスターに与えたダメージが最も多い者が拾得する「貢献度配分」、順番に振り分ける「順次獲得」、自動拾得を行わない「自由獲得」の三つの方式がある。

### 生産システム
- 採集
モンスターを倒した後に死体から肉や皮などの生産材料を収集することができる。実装当初、「サルベージ」「肉剥ぎ」「皮剥ぎ」の三種の採集スキルが存在したが、仕様変更により「採集」の一つにまとめられた。
- 料理
採集によって取得したアイテムと料理屋で購入する食材を使用し料理を作ることができる。食べると一定時間ステータスが向上するという効果がある。
- 錬金術
採集によって取得したアイテムを使用し「錬金術の箱」「変身ポーション」を作ることができる。錬金術の箱は作成するLVで取得できるアイテムが異なる。最上位は「賢者の石」と呼ばれ非常に希少ではあるが、料理同様、労力に見合う効果はない。変身ポーションを使うと一定時間、モンスターに変身することができる。攻撃力、防御力などの追加能力が付与されるが、変身中はスキルを使うことができないため、戦闘においては意味を成さなかった。移動速度が上がる変身ポーションは乗り物が使えないエリアでの移動に重宝された。錬金術で使用する「錬金術の壷」はよろず屋で購入できる。

### トレード
- 直接取引
他プレイヤーにトレード申請を送信し、承諾されることで成立する。価格はプレイヤー間の合意により自由に設定できる。
- 取引所
インベントリから取引所にアイテムを登録できる。登録されたアイテムは各都市の取引所に出品され、売買できる。取引価格は出品者が自由に設定できる。取引成立後に3%の手数料を徴収される。

### チャット
- 通常チャット
近くに居るプレイヤーのみに聞こえるチャット。「白チャ」と呼ばれた。
- ささやき
特定のプレイヤーにのみ聞こえるチャット。
- 地域シャウト
現在位置を含む地域全体に聞こえるチャット。
- ギルドチャット
ギルド員に聞こえるチャット。
- ギルド告知
ギルド員に聞こえるチャット。ギルドマスターのみ使用できる。
- 同盟チャット
同盟ギルド員に聞こえるチャット。
- 種族のラッパ
同一の種族に聞こえるチャット。
- 精霊の叫び
ザーバー全体に聞こえるチャット。「精霊の叫び」という課金アイテムを使用する。
- アークロードチャット
精霊の叫びと同様であるが、アークロードのみ使用できる。回数無制限。

## 種族・クラス

### ヒューマン
すべての能力が平均的で扱いやすい。3つのクラスがある。
- ナイト(Knight)
体力が高いので、最前線で敵と戦う役割をもつ。男性限定のクラス。
- アーチャー(Archer)
弓で遠距離攻撃をする。男性限定のクラス。
- メイジ(Mage)
ヒューマンの魔法使い。体力は他のクラスと比べると低いが、強力な魔法を発動できる。女性限定のクラス。

### オーク
巨大な体つきが特徴で、ヒューマンと同様に3つのクラスがある。
- バーサーカー(Berserker)
体力はナイトに劣るが、非常に高い攻撃力をもつ。男性限定のクラス。
- ハンター(Hunter)
弓による遠距離攻撃を得意とする。体力や攻撃力はアーチャーより低いが、敵の攻撃を避けるのが得意。女性限定のクラス。
- ソーサラー(Sorcerer)
オークの魔法使い。全クラスの中で狩り効率は一番良いと言われる。男性限定のクラス。

### ムーンエルフ
女性限定の種族。3つのクラスがある。
- エレメンタリスト(Elementalist)
能力は平均的に低いが、チャクラムという武器と精霊（召喚獣）を使って戦う。※スタッフという武器も使うことができる。
- レンジャー(Ranger)
長距離武器（カタリアor弓）を使って戦う遠距離職。
- スワッシュバックラー(Swashbuckler)
ダガーとレイピアの二本の武器を使う二刀流。攻守のバランスに優れた近接職。※片手剣のみで戦うこともできる。

### ドラゴンシオン
他種族とは違い、4つのクラスがある。
- シオン(Sion)
- サマナー(Summoner)
- オービター(Orbiter)
- スレイヤー(Slayer)

## アイテム

### 武器
- 片手剣
攻撃速度に優れる。手数を稼ぎクリティカルヒットを狙う「クリティカルナイト」に愛用された。
装備可能クラス：ナイト、バーサーカー、スワッシュバックラー
- 片手斧
攻撃速度は片手剣に劣るが、片手剣に比べ、攻撃力に優れている。
装備可能クラス：ナイト、バーサーカー
- メイス
攻撃速度は片手剣に劣り、攻撃力は片手斧に劣るが、スキルとの組み合わせによるスタン攻撃で対人戦に有利な武器である。
装備可能クラス：ナイト、バーサーカー
- 両手剣
攻撃速度は遅いが、攻撃力は片手斧よりも高い。両手剣専用の直線範囲スキルがあり、狩での性能は悪くない。
装備可能クラス：ナイト、バーサーカー
- 両手斧
攻撃速度は最も遅いが、攻撃力は最大である。
装備可能クラス：ナイト、バーサーカー
- 弓
遠距離武器で攻撃速度は最速であるが、攻撃力は最弱である。一発打つ度に「矢」を１つ消費する。
装備可能クラス：アーチャー、ハンター、レンジャー
- ボウガン
攻撃速度で弓に劣るが、攻撃力は弓に勝る。一発打つ度に「ボルト」を１つ消費する。
装備可能クラス：アーチャー、ハンター
- カタリア
攻撃速度、攻撃力共にボウガンと同程度。一発打つ度にMPを消費する。
装備可能クラス：レンジャー
- チャクラム
装備可能クラス：エレメンタリスト
- スタッフ
装備可能クラス：メイジ、ソーサラー、エレメンタリスト
- ワンド
装備可能クラス：メイジ、ソーサラー
- レイピア
装備可能クラス：スワッシュバックラー
- ダガー
装備可能クラス：スワッシュバックラー
- カロン
装備可能クラス：ドラゴンシオン全て
- ゼノン
装備可能クラス：ドラゴンシオン全て

### 防具
頭（ヘルメット）、手（ガントレット）、足（ブーツ）、胴体（アーマー）、腰（キュレット）、手（シールド）の６箇所に装備する防具がある。クラス毎に専用装備となっている。シールドはナイト、バーサーカーのみ装備できる。（括弧内はナイト装備の呼称）
- ヘルメット
- ガントレット
- ブーツ
- アーマー
- キュレット
- シールド

### アクセサリ
指輪と首飾りの二種類が存在する。装備するとアクセサリ固有の追加能力が与えられる。指輪は2つ、首飾りは1つまで装備できる。

### 祈願石
装備アイテムにつける強化アイテム。LV1～LV6までの等級があり、LVが高いほど付与される追加パラメータ値が高いが強化の成功率は低くなる。
- 攻撃の祈願石

物理攻撃力が上がる。武器に装着可能。
- 冷機の祈願石

氷属性攻撃力が上がる。武器に装着可能。
- 電撃の祈願石

稲妻性攻撃力が上がる。武器に装着可能。
- 猛毒の祈願石

毒性攻撃力が上がる。武器に装着可能。
- 命中率の祈願石

命中率が上がる。武器に装着可能。
- 防御の祈願石

物理防御力が上がる。アーマーに装着可能。
- HPの祈願石

最大HPが上がる。装着前のHPに一定の値が上乗せされる。アーマーに装着可能。
- 体力強化の祈願石

最大HPが上がる。装着前のHPに一定の割合で上乗せされる。アーマーに装着可能。
- 精霊抵抗の祈願石

氷、稲妻、毒属性抵抗力が上がる。アーマーに装着可能。
- スキル覚醒の祈願石

クールタイム、スキル詠唱時間が短縮される。アーマーに装着可能。
- 転換の祈願石

一定の割合で通常攻撃を吸収し、HP回復する。アーマーに装着可能。
- 物理抵抗の祈願石

物理抵抗力が上がる。アーマー、キュレットに装着可能。
- スキルブロックの祈願石

スキルブロック率が上がる。キュレット、シールドに装着可能。
- ブロック率の祈願石

ブロック率が上がる。シールドに装着可能。
- 光速の祈願石

攻撃速度が上がる。ガントレットに装着可能。
- 致命打の祈願石

クリティカルヒット率が上がる。ガントレットに装着可能。
- 迅速の祈願石

移動速度が上がる。ブーツに装着可能。
- 幸運の祈願石

アイテムドロップ率が上がる。ブーツに装着可能。
- 力の祈願石

力が上がる。ヘルメット、指輪、首飾りに装着可能。
- 知識の祈願石

知識が上がる。ヘルメット、指輪、首飾りに装着可能。
- 敏捷の祈願石

敏捷が上がる。ヘルメット、指輪、首飾りに装着可能。
- 知恵の祈願石

知恵が上がる。ヘルメット、指輪、首飾りに装着可能。
- 体力の祈願石

体力が上がる。ヘルメット、指輪、首飾りに装着可能。
- 運命の祈願石

ソケットを初期化する。全ての装備に装着可能。課金アイテム。
- 霊魂の祈願石

物理抵抗が上がる。指輪に装着可能。課金アイテム。

### 精霊石
装備アイテムにつける強化アイテム。属性攻撃力、属性抵抗力が向上する。LV1～LV5までの等級があり、LVが高いほど付与される追加パラメータ値が高いが強化の成功率は低くなる。
- 火属性

- 火の精霊石
- 火炎の精霊石
- 灼熱の精霊石
- 炎壁の精霊石
- 業火の精霊石

- 風属性

- 風の精霊石
- 突風の精霊石
- 烈風の精霊石
- 暴風の精霊石
- 竜巻の精霊石

- 水属性

- 水の精霊石
- 雲の精霊石
- 豪雨の精霊石
- 瀑風の精霊石
- 大海の精霊石

- 土属性

- 土の精霊石
- 土砂の精霊石
- 岩石の精霊石
- 渓谷の精霊石
- 惑星の精霊石

- 魔法属性

- 魔法の精霊石
- 精神の精霊石
- 瞑想の精霊石
- 超越の精霊石
- 究極の精霊石

## 世界
「カントラ大陸」と呼ばれる大陸の中にヒューマン界、オーク界、ムーンエルフ界、ドラゴンシオン界が存在する。大陸中央部はどの種族にも属さない砂漠（シランシウム）と、アークロードが支配する地方（ウィンドリル）がある。

### ヒューマン界
- ライムライト地方
  - アンカービル
ヒューマンでキャラクターを作成した場合、この村から始まる。俗に「初期村」と呼ばれる。
  - デルパラス
ヒューマン界における第二の都市。GVGの会場として多くのギルドに利用された。
  - 三角村
デルパラスとトゥーランの間に位置する小さな村。倉庫や取引所がなく、他の都市と比べて安全地帯としての機能が劣る。
- メンブレゼン地方
  - トゥーラン
ヒューマン界における第三の都市。最も人口が多く、事実上カントラ大陸の首都として機能していた。
  - 忘却の洞窟
ヒューマン界における第一のダンジョン。
  - 禁じられた鉱山
ヒューマン界における第二のダンジョン。
  - 煉獄の洞窟
ヒューマン界における第三のダンジョン。
  - インフレーム城
ヒューマン界の城。トゥーランの北側に位置する。
- シャインウッド地方
  - エルロール
ヒューマン界における第四の都市。他界の第四都市と比べてシランシウムから遠い。

### オーク界
- クリムルア地方
  - ゴルルド
オーク界の初期村。
  - クン
オーク界における第二の都市。
  - 黒波の村
オーク界の小規模な安全地帯。ゴルルドとクンの中間に位置する。
  - ノルトップ村
黒波の村と同等の村。
  - 死者の墓
オーク界における第一のダンジョン。
  - 封印された鉱山
オーク界における第二のダンジョン。
- エゾロック地方
  - トリルガード
オーク界における第三の都市。ムーンエルフ界のトール要塞へはシランシウムを通ることなく移動が可能。
  - ザイルロック
オーク界における第四の都市。シランシウムに面している。
  - 火炎の洞窟
オーク界における第三のダンジョン。
  - アルシアン城
オーク界の城。トリルガードの東側に位置する。

### ムーンエルフ界
- バルドト地方 
  - ノーリン
ムーンエルフ界の初期村。
  - ラフレシア
ムーンエルフ界における第二の都市。
  - 名も無き墓
ムーンエルフ界における第一のダンジョン。
- ビゴロール地方  
  - デリベル
ムーンエルフ界における第三の都市。トゥーランに次ぐ人口を有した。
  - 閉鎖された鉱山
ムーンエルフ界における第二のダンジョン。
- エゾロック地方
  - トール要塞
ムーンエルフ界における第四の都市。
  - 灼熱の洞窟
ムーンエルフ界における第三のダンジョン。
  - トラクーア城
ムーンエルフ界の城。デリベルの東側に位置する。

### ドラゴンシオン界
- トライブーツ地方
  - シエン
ドラゴンシオン界の初期村。
  - サリエンド
ドラゴンシオン界における第二の都市。
  - ストール
ドラゴンシオン界における第三の都市。
  - ハリエン
ドラゴンシオン界における第四の都市。
  - トンファ
小規模安全地帯。倉庫、取引所、直通ポータルが存在する。
  - ランファ
トンファ同様の小規模安全地帯。
  - 貪欲の墓
ドラゴンシオン界における第一のダンジョン。
  - 幽閉された鉱山
ドラゴンシオン界における第二のダンジョン。
  - 試練の洞窟
ドラゴンシオン界における第三のダンジョン。
  - ドライガー城
ドラゴンシオン界の城。ストールの南側に位置する。

### その他のフィールド
- ウィンドイル地方
  - テラノア
カントラ大陸北部に位置する浮遊都市。箱舟の形状をしている。由来は『ノアの箱舟』より。
  - ハイドバッグ
カントラ大陸北部に位置する村。
  - レンスフィア城
アークロードの城。テラノアの北側に位置する。
- ラトリア地方
  - コントラハウス
カントラ大陸北部に位置する小規模安全地帯。他の安全地帯と異なり、死亡時の復活地点とならない。
- シランシウム地方
  - フォン・アイゼンハウス
シランシウムの中心に位置するダンジョン。フィールドから入場するダンジョンの中では最大の規模。

### バトルグラウンド
- 匿名性
危険戦闘地域であり、PK行為を行ってもバッドポイントが付かない。他種族のプレイヤーの名前が見えず、PKをされてもどのプレイヤーによるものかの判別が困難である。PKギルドを除く多くのギルドがPKを禁止していたが、「バトルグラウンドではその限りではない」というギルドも存在した。
- 種族対抗戦
週に二度、種族対抗戦が行われた。対抗戦の開始時にバトルグラウンドの中心（混沌の中心）に強力なモンスターが現れ、そのモンスターを倒した種族に二日間有効な特別なアビリティ（追加能力）が与えられる。混沌の中心でのモンスター討伐後は他種族のボスモンスターを倒すことを競い、勝利した種族に新たに一つのアビリティが与えられる。
- モンスター
フィールド、通常のダンジョンのモンスターに比べ、攻撃力、防御力、最大HPが高く、倒す事は比較的困難ではあるが獲得経験値、アイテムドロップ率が高いので優良な狩場として多くのプレヤーに好まれた。
- カリスマポント
バトルグラウンドのモンスターからはジニー、ドロップアイテム、経験値の他に「カリスマポイント」というポイントが入手でき、カリスマポイントを使用して、「バトルグラウンドロータリー」というくじ引きを利用することができた。ロータリーでは極稀に「バトルグラウンドセット」が当選することがある。他種族のプレイヤーを倒すことでもカリスマポイントが手に入る。

### 精霊界
- 氷精霊界
氷属性のモンスターが生息する世界。適性LVのモンスターを倒すことで極稀に「氷精霊セット」という強力な防具がドロップする。各界の第三都市に氷精霊界への移動ポータルが存在する。ボスモンスター「ペイングロウ」が存在する。ペイングロウを倒すと「稲妻精霊文書」がドロップすることがある。
- 稲妻精霊界
電撃属性のモンスターが生息する世界。氷精霊界同様、「稲妻精霊セット」が極稀にドロップする。稲妻精霊文書を使うことで稲妻精霊界に入ることができる。ボスモンスター「サーキッドオーダー」が存在する。サーキッドオーダーを倒すと「稲妻精霊文書」がドロップすることがある。
- 毒精霊界
毒属性のモンスターが生息する世界。氷精霊界、稲妻精霊界同様、「毒精霊セット」が極稀にドロップする。毒精霊文書を使うことで稲妻精霊界に入ることができる。ボスモンスター「デスホープ」が存在する。

### カオティックフロンティア
カオティックフロンティア移動文書を使用して、第三都市にある専用ポータルから入場できる。LV制限があり、各フィールドのＬＶ制限を越えている場合は入場している間だけ上限のLVまで下がる。適性LVを超えてしまったユニークアクセサリを入手することができる。またカオティックフロンティアのセットアイテム（セット防具）も二種類存在する。カオティックフロンティアセットは精霊セットよりもドロップ率は高いが性能が劣る。
- 悲鳴の森(LV31～40)
- 氷の大地(LV41～47)
- 地下監獄1階(LV48～55)
- 地下監獄2階(LV56～60)
- 苦痛の森(LV61～68)
- 絶望の塔(LV69～70)

### ヘヴンズヘル
第三都市にある専用ポータルから入場できる。「ヘヴンズヘルセット」というセットアイテム（セット防具）と「ヘヴンズヘルウェポン（武器）」が存在する。ヘヴンズヘル装備はヘブンズヘルのモンスターからドロップする素材を収集し製造する。

## サーバー一覧
- エルカ（2007年7月26日）
- レビナイル（2007年7月26日）
- クラウ（2007年7月26日）

## 日本でのサービス
- 2007年5月24日 - 公式サイトオープン
- 2007年6月19日 - クローズドβ開始（事前募集・抽選による人数限定、当選者は13時から22時までの間プレイ可能）
- 2007年6月26日 - クローズドβ終了
- 2007年7月26日 - オープンβ開始
- 2007年8月2日 - この日の夜にアイテムを複製できるバグが発覚したため午後10時40分にサーバーを停止した。協議の結果、午前8時の時点まで時間帯以前にロールバックすることとなった。再開が翌8月3日の午後4時（一部サーバーにおいては午後6時）になったこととロールバックによる損失によるユーザーからの不満に対し、その日の20時から8月5日の19時まで経験値1.5倍、アイテムドロップ率1.2倍の緊急キャンペーンを行なった。
- 2007年9月11日 - 正式サービス開始。アイテム課金となる。
- 2012年8月25日 - アークロード決定戦（最終）。
- 2012年9月8日 - この日、攻城戦は行われない予定であったが、ユーザの要望により最終の攻城戦が行われた。
- 2012年9月10日 - サービス終了。
- 2012年9月11日 - 公式HP閉鎖。